# 基尔梅斯竞技俱乐部
基尔梅斯竞技俱乐部，一般稱為基爾梅斯，阿根廷布宜诺斯艾利斯都会区基尔梅斯市的一个体育俱乐部，成立于1887年。现参加阿根廷足球全國聯賽。该俱乐部亦拥有一支较具实力的曲棍球队。